# 里夫斯比
里夫斯比為坎特布雷班克斯顿市政机构(Canterbury-Bankstown Council)中的一个区，位于澳大利亞新南威尔士州悉尼西南地区。該區坐落於悉尼商业中心区西南方，相距22公里。
里弗斯比主要是一个住宅区，在悉尼战后的城市蔓延中建立起来，其中有许多由石棉水泥板建起的中等大小平房。里弗斯比北与坎特布雷公路接壤，同时也连接了班克斯顿和康德尔公园(Condell Park)，南部与里夫斯比岗(Revesby Heights)、野餐点(Picinic Point)以及乔治河(Georges River)接壤，西与帕内尼亚(Panania)接壤，东接壤至派士多(Padstow)。

## 历史
里夫斯比是在1913年为了纪念约瑟夫·班克斯爵士(Sir Joseph Banks)而命名的，他与詹姆斯·库克上尉(Captain James Cook)二人在1770年一同驾驶奋进号抵达澳大利亚东岸。班克斯继承了他父亲在英国的位于里夫斯比的一栋房子，所以他也被人称为里夫斯比护卫。特夫街(Turvey Street)上的约瑟夫·班克斯高校(Sir Joseph Banks High School)也是为了纪念他。

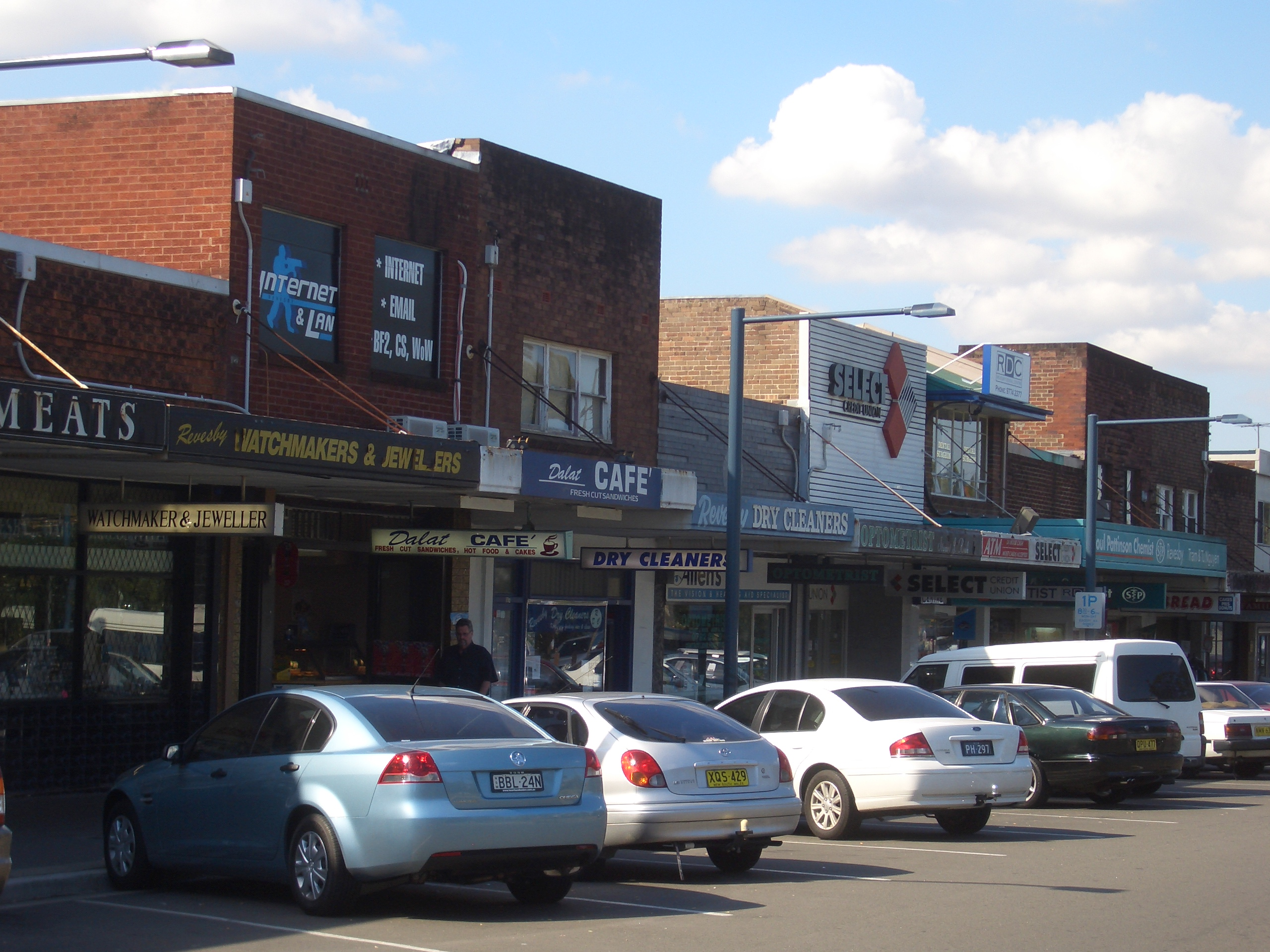
马可大街

## 商业
里夫斯比的商业中心临近里夫斯比火车站，在马可大街的中心。其中也包括有一些市政设置，其中就包括一家老年中心。　　
里夫斯比的购物村中有许多银行、专供零售商、饭店和咖啡馆。在2000年早期，沃尔沃斯超市(WoolWorth)在里夫斯比的马可大街上建了一家分店，它是全悉尼最大的沃尔沃斯超市之一。

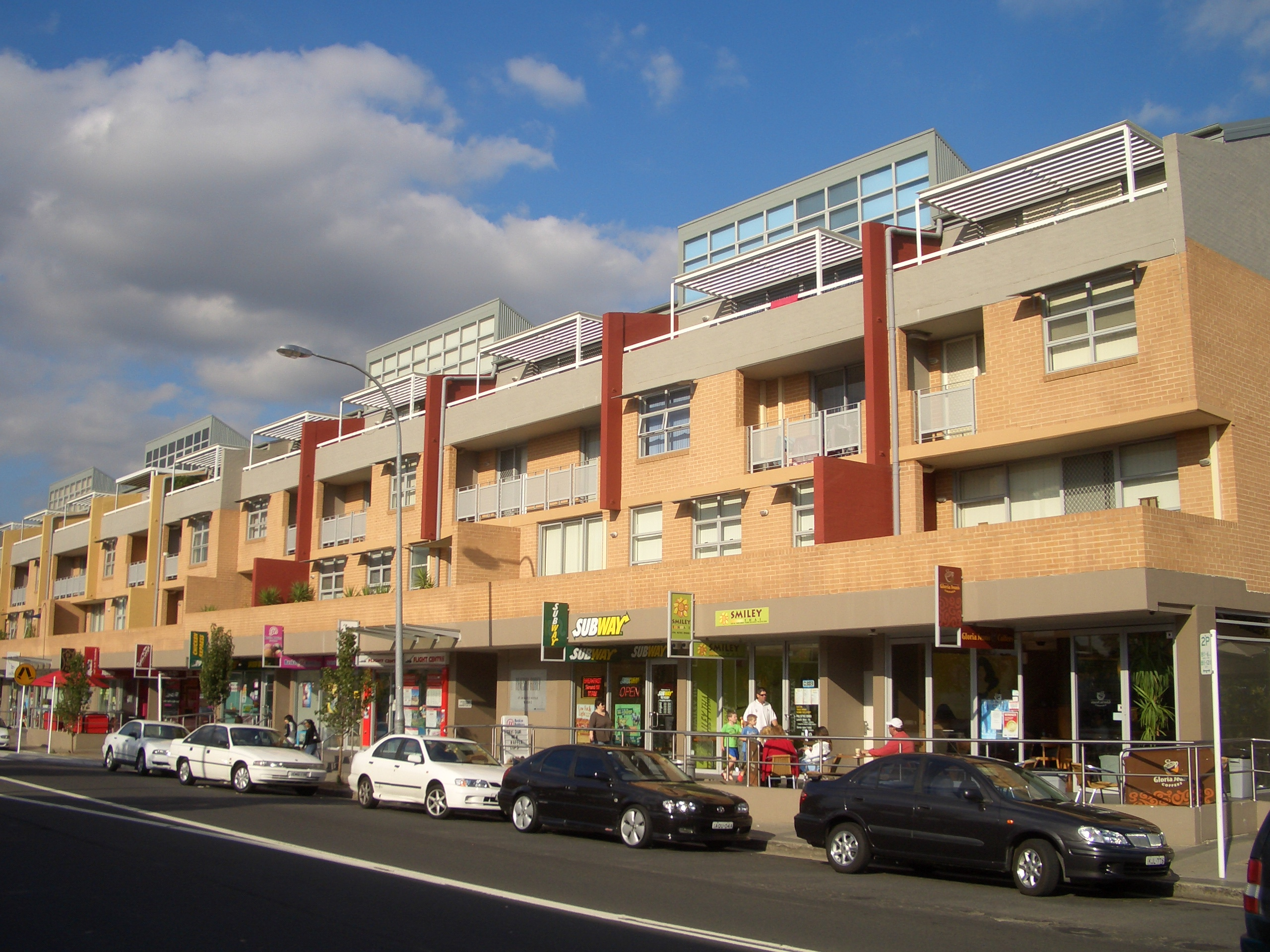
饭店和咖啡馆

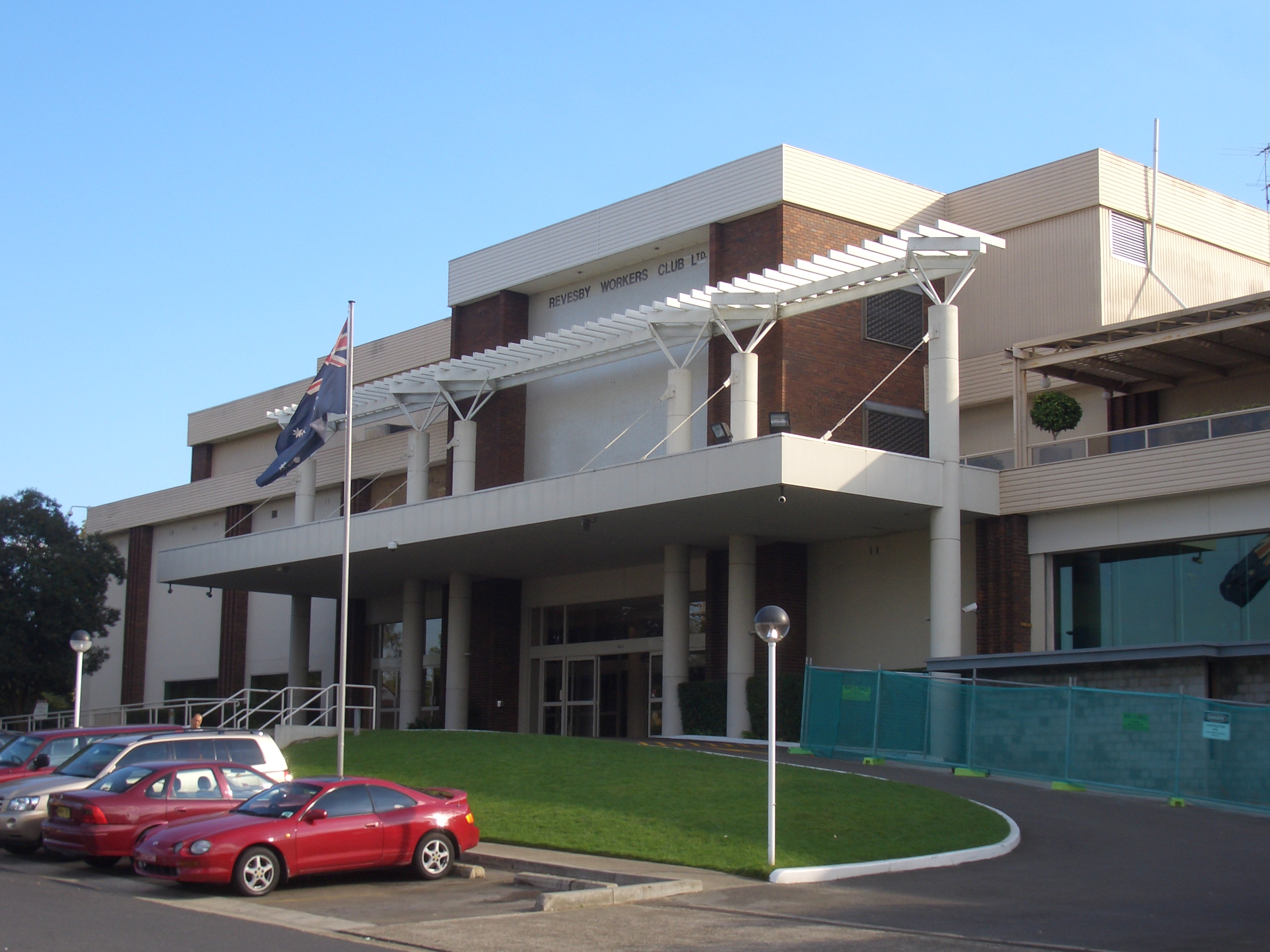
工人俱乐部

　　里夫斯比工人俱乐部是这个区的主要名胜之一。最初该俱乐部成立于1962年，现今已有超过5万名会员，并且有许多现代化设施。最近一次更新在2000年，指在通过此次建筑更新让其成为全悉尼最大的工人俱乐部之一。最近加盖的多层停车场和另一家超市也为人们提供了更多的便利。此外，在阿贝尔保留地(Abel Reserve)上每个月都会举行艺术品工艺品展览会。

## 交通
里夫斯比火车站通向机场以及内西南火车线。高峰时段有大量直达市中心的火车。

## 伸延閱讀
- Australian Bureau of Statistics (31 October 2012). "Revesby (State Suburb)". 2011 Census QuickStats. Retrieved 19 April 2015. Edit this at Wikidata

- The Book of Sydney Suburbs, Compiled by Frances Pollon, Angus & Robertson Publishers, 1990, Published in Australia ISBN 0-207-14495-8, page 221 http://www.pananiarslsoccer.com/ （页面存档备份，存于） http://www.revesbyworkersfc.com.au/ （页面存档备份，存于） http://www.revesbyrovers.com.au/ （页面存档备份，存于） http://www.saintsfc.org.au/ （页面存档备份，存于）